# Schuttrange
Schuttrange (în luxemburgheză: Schëtter, în germană: Schüttringen) este o comună și un mic oraș în sudul Luxembourgului. Este localizat în partea de est a orașului Luxembourg.